# Limbourg (ville)
Pour les articles homonymes, voir Limbourg (homonymie).
Ne doit pas être confondu avec Limbourg-sur-la-Lahn ou Limbourg-sur-la-Lenne.
Limbourg (en wallon : Limbôr ; en néerlandais et en allemand : Limburg) est une ville francophone de Belgique située en Région wallonne dans l'est de la province de Liège, arrondissement de Verviers, et dominant la Vesdre.
Elle était la capitale de l'ancien duché de Limbourg qui lui doit son nom, mais elle ne fait aujourd'hui pas partie des provinces du Limbourg, ni la belge, ni la néerlandaise.
Son château a été fondé en l'an 1000.

## Géographie

### Sections de commune
| # | Nom      | Superf. (km²) | Habitants (2020) | Habitants par km² | Code INS |
| - | -------- | ------------- | ---------------- | ----------------- | -------- |
| 1 | Limbourg | 7,90          | 3.482            | 441               | 63046A   |
| 2 | Bilstain | 8,85          | 1.455            | 164               | 63046B   |
| 3 | Goé      | 7,90          | 968              | 122               | 63046C   |

### Villages et hameaux
Bellevaux, Béthane, Dolhain, Goé, Halloux, Hèvremont, Hoyoux, La Louveterie, La Pierresse, Villers et Wooz.

### Communes limitrophes
|                | Welkenraedt |        |
| Dison Verviers | Limbourg    | Baelen |
|                | Jalhay      |        |

## Démographie

### Démographie: Avant la fusion des communes
- Bron:NIS - Opm:1831 t/m 1970=volkstellingen op 31 december

### Démographie: Commune fusionnée
En tenant compte des anciennes communes entraînées dans la fusion de communes de 1977, on peut dresser l'évolution suivante :
Les chiffres des années 1831 à 1970 tiennent compte des chiffres des anciennes communes fusionnées.
- Source: DGS , de 1831 à 1981=recensements population; à partir de 1990 = nombre d'habitants chaque 1 janvier[1]

## Histoire
La ville a donné son nom à l'ancien Duché de Limbourg. Les provinces de Limbourg belge et néerlandaise lui doivent leur nom.
Aujourd'hui, la petite ville se compose de deux parties : d'une part la ville basse (Dolhain) qui est devenue le centre commercial et industriel actuel et d'autre part la ville haute historique avec les ruines du château, les remparts ainsi que la pittoresque place Saint-Georges avec ses maisons du XVIIIe siècle et ses pavés de Vesdre.

### Ville haute
Les débuts de la construction du château se situent vers l'an 1000. Ses premiers habitants furent les comtes de Limbourg, appartenant à la Maison d'Arlon. La place, en tant que capitale du duché de Limbourg joue un rôle important dans la région. En 1288, après la mort du dernier Duc de Limbourg, il y eut une guerre de succession à Worringen près de Cologne, entre le prince évêque de Cologne et le duc de Brabant. Les ducs de Brabant sortant gagnants de cette bataille, portent depuis lors aussi le titre du duc de Limbourg. Au XVIe siècle, la ville abrite une importante communauté protestante. Limbourg, centre protestant à l'est du pays wallon, devient une petite république réformée entre août 1566 et mars 1567. Le pasteur François du Jon prêche dans l'église Saint-Georges pendant plusieurs mois avant la reconquête espagnole. Au fil des siècles, le site tombe dans l'oubli, surtout après les prises de la forteresse par les troupes françaises en 1675 et en 1703, elle perdait toute importance militaire.
L'ensemble architectural de la ville haute est repris sur la Liste du patrimoine exceptionnel de la Région wallonne et fait partie de l'association qui regroupe les plus beaux villages de Wallonie.

### Ville basse
Au XIXe siècle, une importante industrie lainière s'installe le long de la Vesdre en ville basse. En 1887, Léopold II, roi des Belges, inaugure le barrage de la Gileppe, tout près de la ville. Vers 1890 fut construite une ligne de chemin de fer dans la vallée de la Vesdre, qui reliait la gare de Dolhain, via Béthane et Membach avec la ville basse d'Eupen. Le transport de personnes a été abandonné dans les années 1920, le transport de marchandises dans les années 1950.

## Héraldique
|  | La commune possède des armoiries qui lui ont été octroyées le 5 octobre 2017. L'explication n'a pas été trouvée. Blasonnement : De gueules à un château fort d'argent crénelé ouvert chargé d'un écu chargé des armoiries de Limbourg et surmonté de 2 tours du même à toit conique et d'un perron au centre. |

## Politique et administration

### Collège et conseil communal 2024-2030
| Collège communal   |                  |                       |
| ------------------ | ---------------- | --------------------- |
| Bourgmestre        | Valérie Dejardin | PS - La Limbourgeoise |
| 1er Échevin        | Stephen Bolmain  | PS - La Limbourgeoise |
| 2e Échevin         | Martin Mobers    | La Limbourgeoise      |
| 3e Échevin         | Hugo Defawes     | La Limbourgeoise      |
| 4e Échevin         | Grégory Schmits  | La Limbourgeoise      |
| Présidente du CPAS | Jeannine Hercot  | La Limbourgeoise      |

## Galerie

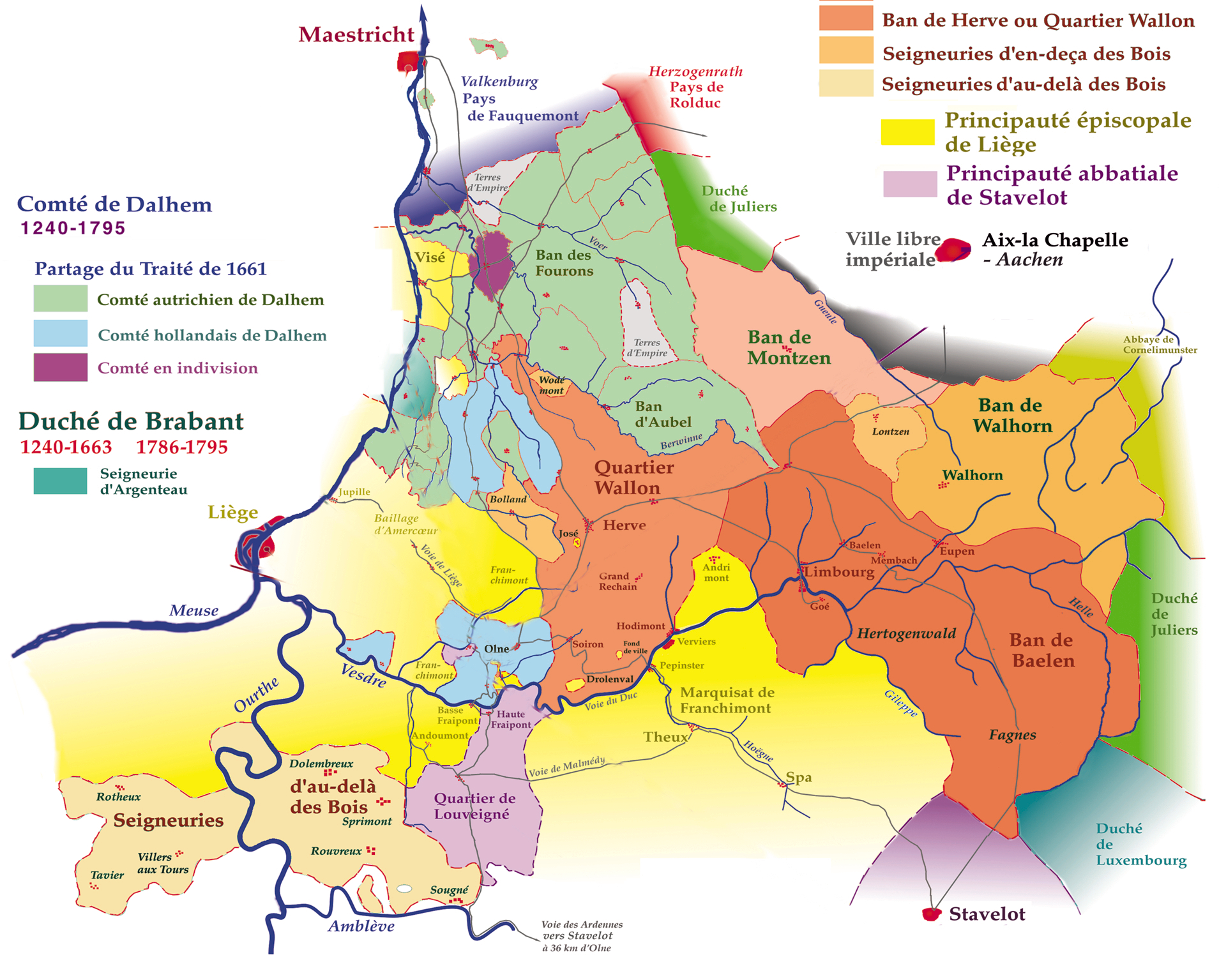
Le duché de Limbourg.
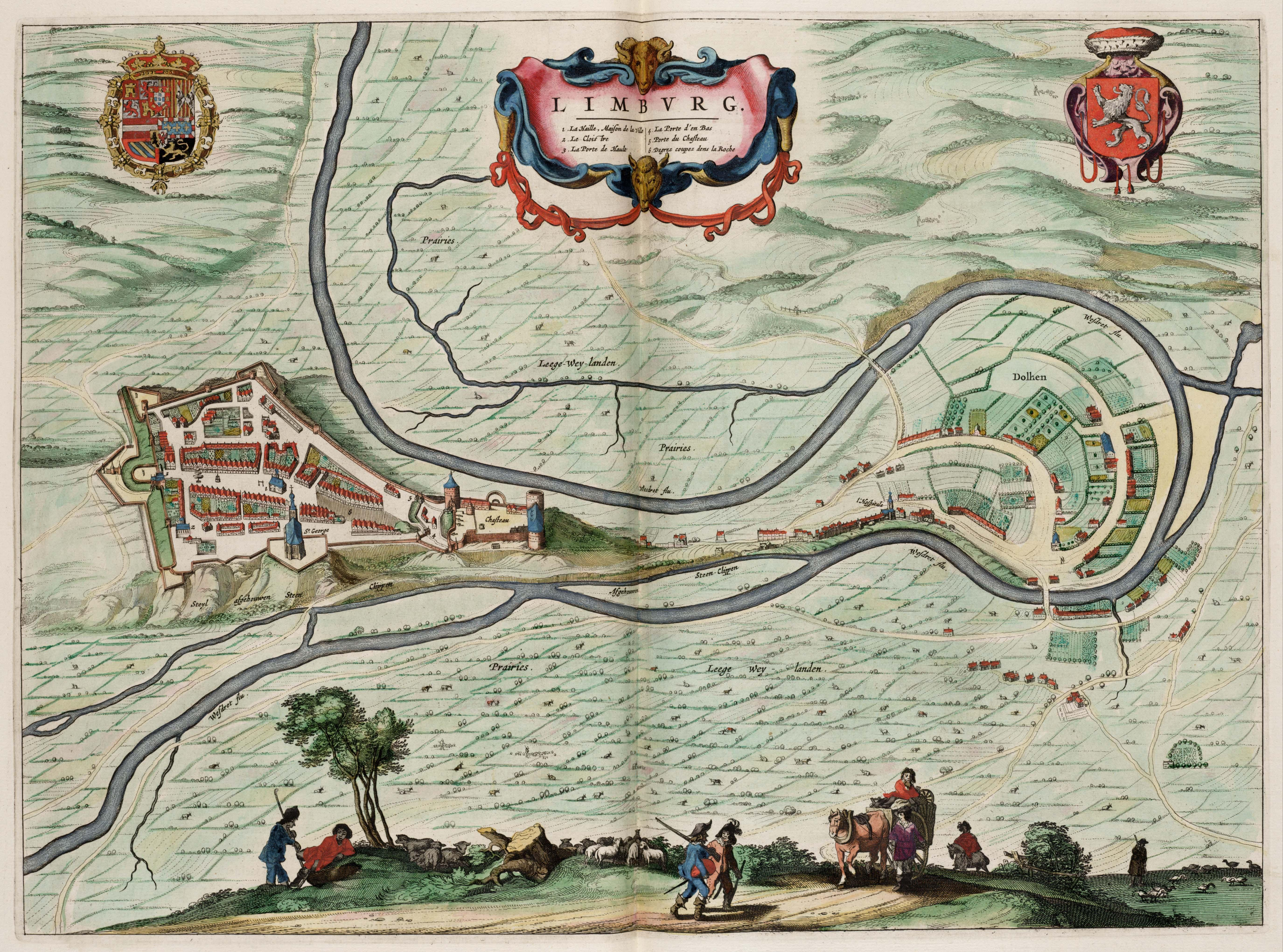
Carte de la ville de Limbourg-sur-Vesdre au XVIe siècle.
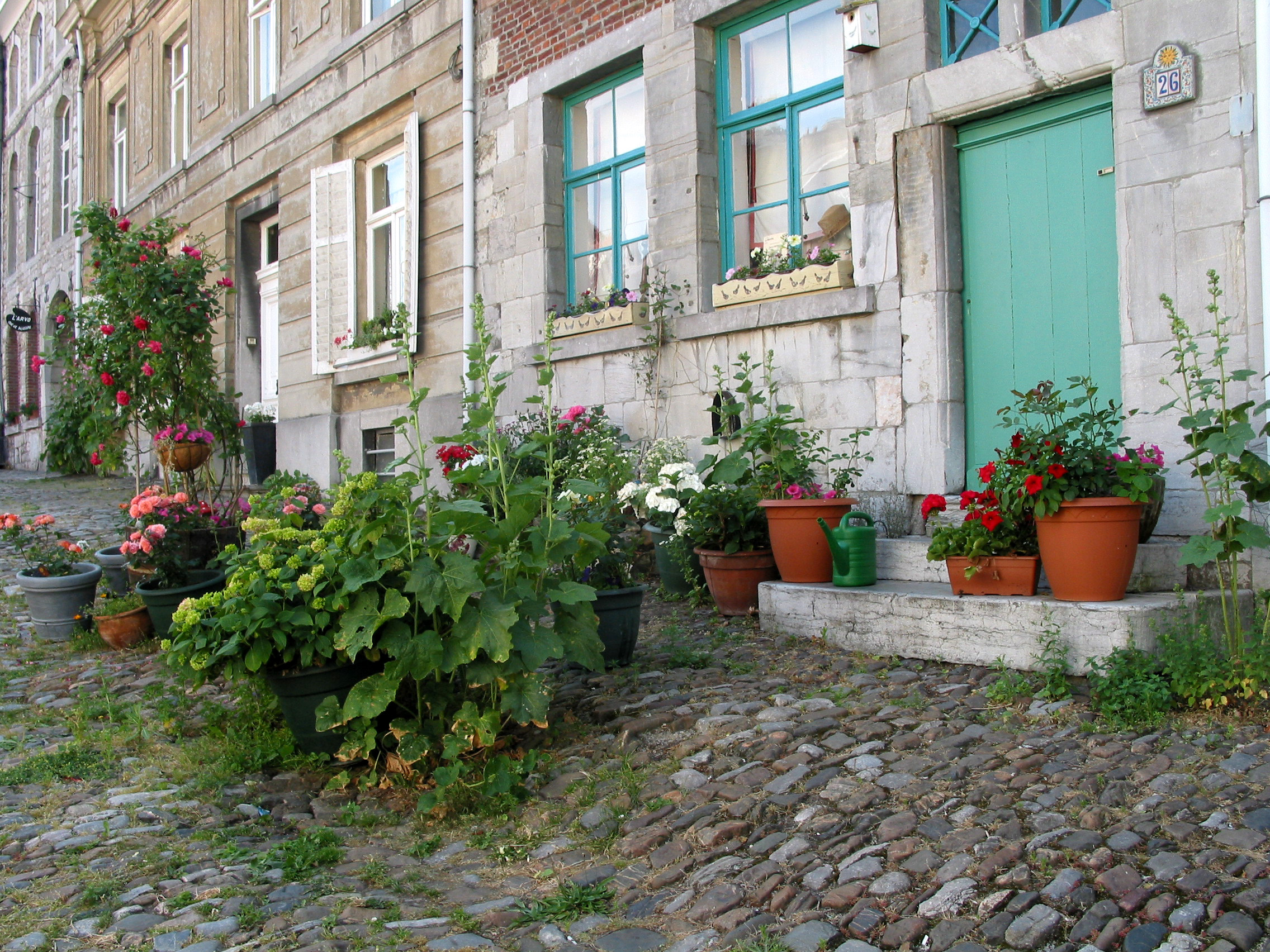
La ville haute et ses vieilles maisons.
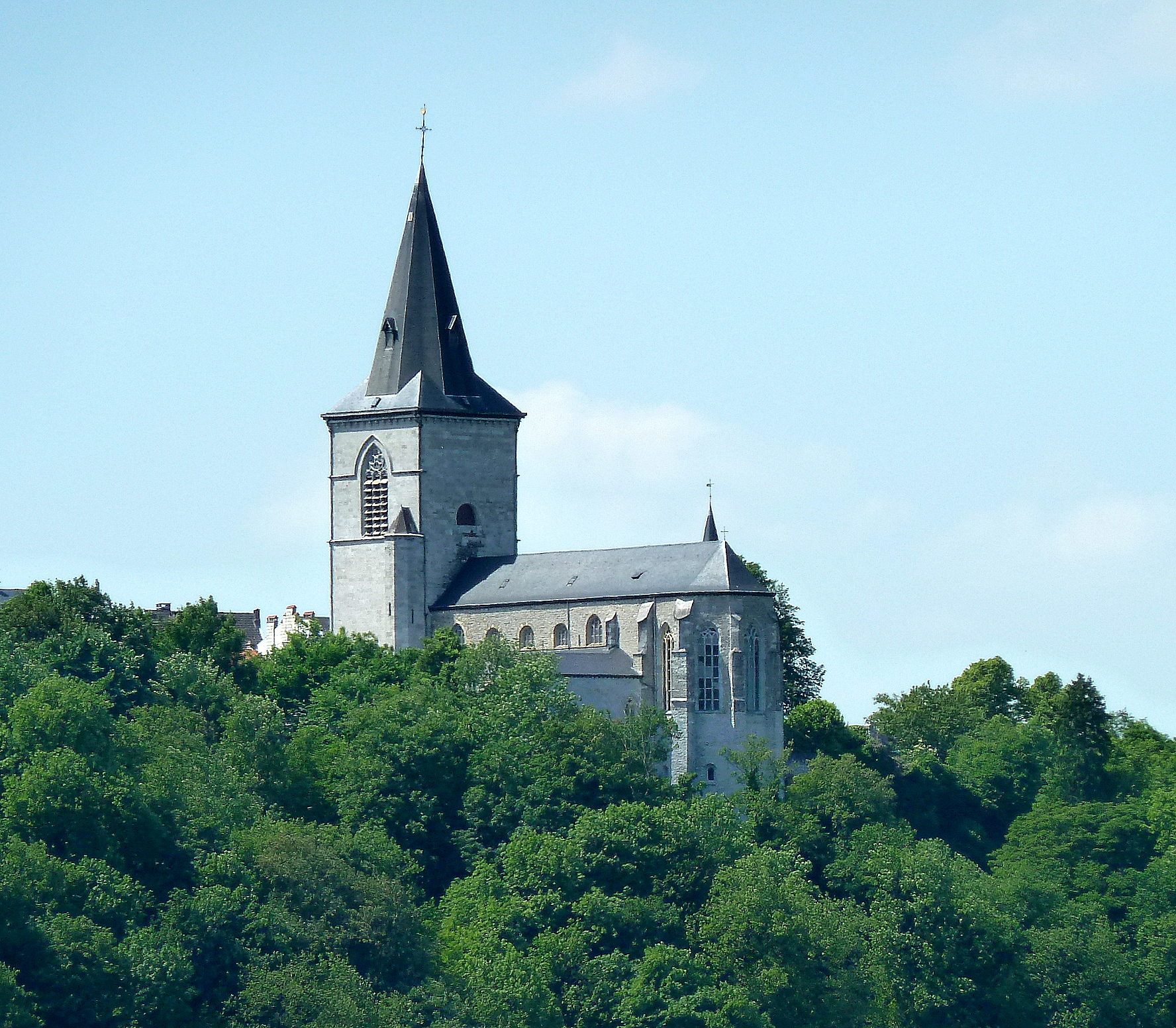
L'église.
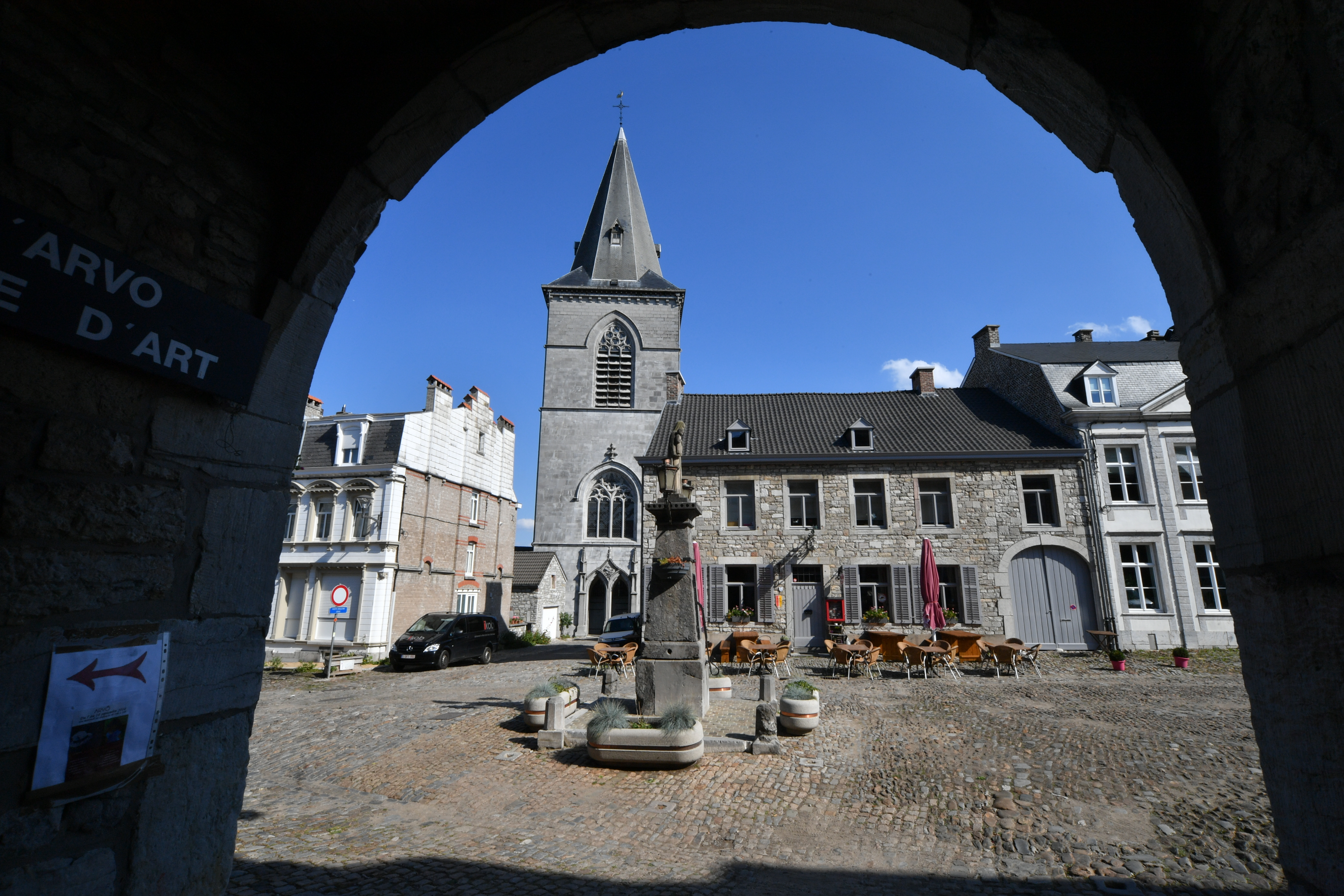
Église Saint-Georges de Limbourg.
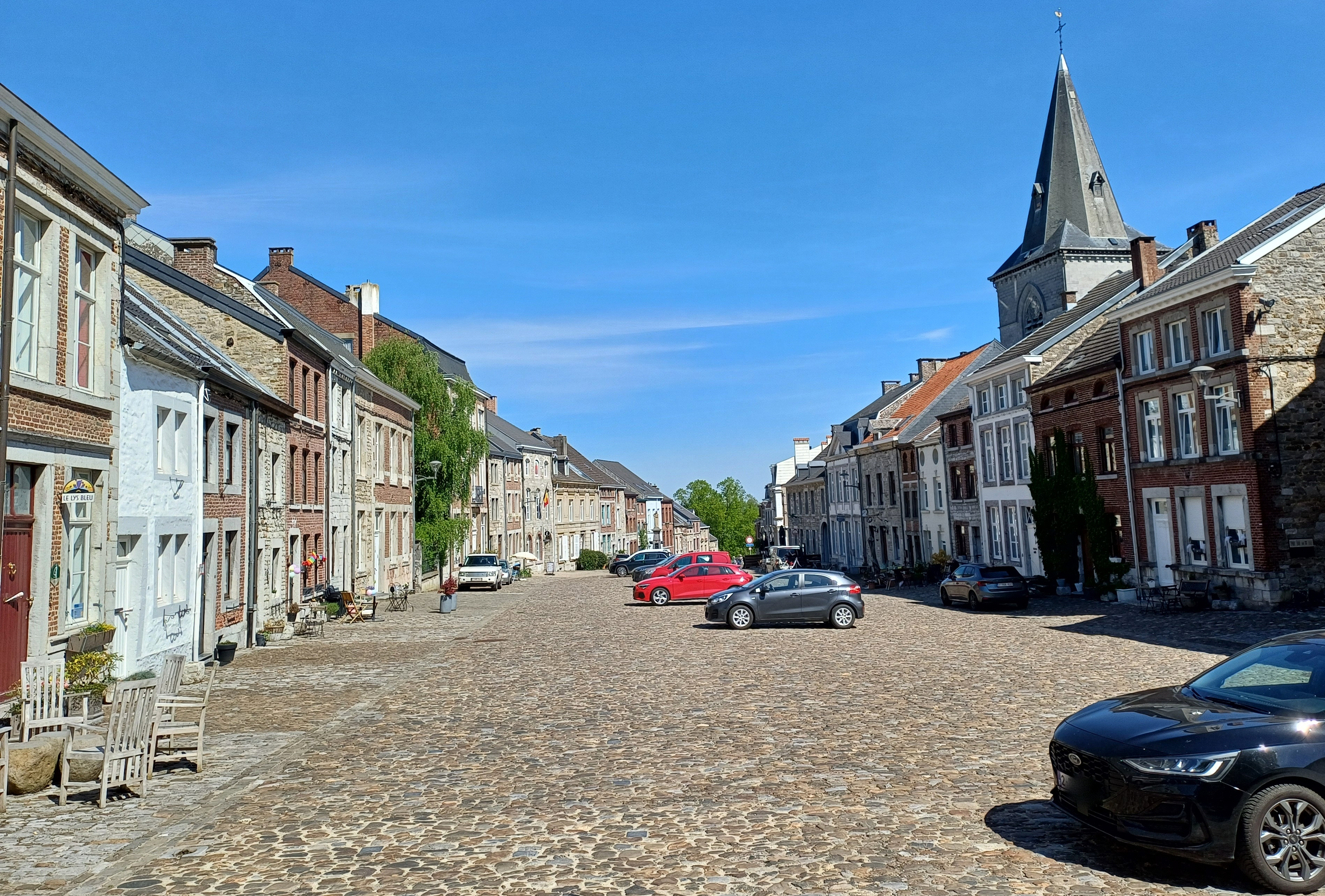
La place Saint-Georges.

## Personnalités
- Le compositeur Johannes de Limburgia de l'école franco-flamande, actif vers 1408-1430, est d'après son nom originaire de Limbourg même, ou du duché de Limbourg.